# Nederland wordt kampioen!
Nederland wordt kampioen! is een single van de Nederlandse zanger Jan Smit en Nederlandse programmamaker Johnny de Mol uit 2014. Het duo bracht het nummer uit ter gelegenheid van het Wereldkampioenschap voetbal 2014 in Brazilië. De single werd 16 mei 2014 uitgebracht. Een dag later bracht het duo het nummer ten gehore tijdens een oefenwedstrijd van het Nederlands elftal tegen Ecuador in de Amsterdam ArenA. Een week later kwam de single op nummer 1 binnen in de Nederlandse Single Top 100. Het werd de eerste nummer 1-hit voor de Mol. Voor Smit werd het zijn negentiende nummer 1-hit in deze lijst. Het was de 99ste single die op nummer 1 binnenkwam in de Nederlandse Single Top 100 en zijn voorlopers.

## Hitnotering

### NederlandseSingle Top 100
| Hitnotering: 24-05-2014 t/m 05-07-2014 | Hitnotering: 24-05-2014 t/m 05-07-2014 | Hitnotering: 24-05-2014 t/m 05-07-2014 | Hitnotering: 24-05-2014 t/m 05-07-2014 | Hitnotering: 24-05-2014 t/m 05-07-2014 | Hitnotering: 24-05-2014 t/m 05-07-2014 | Hitnotering: 24-05-2014 t/m 05-07-2014 | Hitnotering: 24-05-2014 t/m 05-07-2014 | Hitnotering: 24-05-2014 t/m 05-07-2014 |
| Week:                                  | 1                                      | 2                                      | 3                                      | 4                                      | 5                                      | 6                                      | 7                                      |                                        |
| -------------------------------------- | -------------------------------------- | -------------------------------------- | -------------------------------------- | -------------------------------------- | -------------------------------------- | -------------------------------------- | -------------------------------------- | -------------------------------------- |
| Positie:                               | 1                                      | 4                                      | 9                                      | 19                                     | 40                                     | 54                                     | 76                                     | uit                                    |